# Wysokie (gmina Butrymańce)
Wysokie (lit. Aukštalaukis) − wieś na Litwie, w gminie rejonowej Soleczniki, 10 km na południowy zachód od Butrymańców, zamieszkana przez 51 ludzi. Przed II wojną światową w Polsce, w powiecie lidzkim województwa nowogródzkiego.